# Kabinet-Colijn II
Het kabinet-Colijn II was het Nederlandse kabinet van 26 mei 1933 tot 31 juli 1935. Het werd gevormd door de politieke partijen Roomsch-Katholieke Staatspartij (RKSP), Anti-Revolutionaire Partij (ARP), Christelijk-Historische Unie (CHU), Liberale Staatspartij (LSP) en de Vrijzinnig-Democratische Bond (VDB).

## Ambtsbekleders
| Ambtsbekleder                                | Ambtsbekleder                           | Ambtsbekleder                                           | Ambt                                             | Termijn                                      | Partij       |
| -------------------------------------------- | --------------------------------------- | ------------------------------------------------------- | ------------------------------------------------ | -------------------------------------------- | ------------ |
|                                              | H. (Hendrik) Colijn                     | dr. H. (Hendrik) Colijn (1869–1944)                     | Voorzitter van de ministerraad                   | 26 mei 1933 – 31 juli 1935                   | ARP          |
| Minister van Koloniën                        | H. (Hendrik) Colijn                     | dr. H. (Hendrik) Colijn (1869–1944)                     |                                                  | 26 mei 1933 – 31 juli 1935                   | ARP          |
|                                              | J.A. (Jacob Adriaan) de Wilde           | mr. J.A. (Jacob Adriaan) de Wilde (1879–1956)           | Minister van Binnenlandse Zaken                  | 26 mei 1933 – 31 juli 1935                   | ARP          |
|                                              | A.C.D. de Graeff                        | jhr.mr.dr. A.C.D. de Graeff (1872–1957)                 | Minister van Buitenlandse Zaken                  | 26 mei 1933 – 31 juli 1935                   | O (Liberaal) |
|                                              | P.J. (Pieter) Oud                       | mr. P.J. (Pieter) Oud (1886–1968)                       | Minister van Financiën                           | 26 mei 1933 – 31 juli 1935                   | VDB          |
|                                              | J.R.H. (Josef) van Schaik               | mr. J.R.H. (Josef) van Schaik (1882–1962)               | Minister van Justitie                            | 26 mei 1933 – 31 juli 1935                   | RKSP         |
|                                              | T.J. Verschuur                          | mr. T.J. Verschuur (1886–1945)                          | Minister van Economische Zaken en Arbeid         | 1 mei 1932 – 8 juni 1933                     | RKSP         |
| Minister van Economische Zaken               | T.J. Verschuur                          | mr. T.J. Verschuur (1886–1945)                          | 8 juni 1933 – 17 april 1934 (afgetreden)         |                                              | RKSP         |
| Minister van Economische Zaken               |                                         | H. (Hendrik) Colijn                                     | dr. H. (Hendrik) Colijn (1869–1944)              | 17 april 1934 – 25 juni 1934 (waarnemend)    | ARP          |
| Minister van Economische Zaken               |                                         | M.P.L. (Max) Steenberghe                                | mr. M.P.L. (Max) Steenberghe (1899–1972)         | 25 juni 1934 – 6 juni 1935 (afgetreden)      | RKSP         |
| Minister van Economische Zaken               |                                         | H.C.J.H. (Henri) Gelissen                               | dr. H.C.J.H. (Henri) Gelissen (1895–1982)        | 6 juni 1935 – 31 juli 1935                   | RKSP         |
|                                              | L.N. Deckers                            | mr.dr. L.N. Deckers (1883–1978)                         | Minister van Defensie                            | 10 augustus 1929 – 31 juli 1935              | RKSP         |
|                                              | J.R. (Jan Rudolph) Slotemaker de Bruine | dr. J.R. (Jan Rudolph) Slotemaker de Bruine (1869–1941) | Minister van Sociale Zaken                       | 8 juni 1933 – 31 juli 1935                   | CHU          |
|                                              | H.P. (Henri) Marchant                   | mr. H.P. (Henri) Marchant (1869–1956)                   | Minister van Onderwijs, Kunsten en Wetenschappen | 26 mei 1933 – 18 mei 1935 (afgetreden)       | VDB          |
|                                              | J.R. (Jan Rudolph) Slotemaker de Bruine | dr. J.R. (Jan Rudolph) Slotemaker de Bruine (1869–1941) | Minister van Onderwijs, Kunsten en Wetenschappen | 18 mei 1935 – 31 juli 1935                   | CHU          |
|                                              | J.A. Kalff                              | ir. J.A. Kalff (1869–1935)                              | Minister van Waterstaat                          | 26 mei 1933 – 13 januari 1935 (overleden)    | LSP          |
|                                              | H. (Hendrik) Colijn                     | dr. H. (Hendrik) Colijn (1869–1944)                     | Minister van Waterstaat                          | 13 januari 1935 – 15 maart 1935 (waarnemend) | ARP          |
|                                              | O.C.A. (Otto) van Lidth de Jeud         | jhr.ir. O.C.A. (Otto) van Lidth de Jeude (1881–1952)    | Minister van Waterstaat                          | 15 maart 1935 – 31 juli 1935                 | LSP          |
| Bron: Kabinet-Colijn II Parlement & Politiek |                                         |                                                         |                                                  |                                              |              |

Schimmelpenninck ·
De Kempenaer-Donker Curtius ·
Thorbecke I ·
Van Hall-Donker Curtius ·
Van der Brugghen ·
Rochussen ·
Van Hall-Van Heemstra ·
Van Zuylen van Nijevelt-Van Heemstra ·
Thorbecke II ·
Fransen van de Putte ·
Van Zuylen van Nijevelt ·
Van Bosse-Fock ·
Thorbecke III ·
De Vries-Fransen van de Putte ·
Heemskerk-Van Lynden van Sandenburg ·
Kappeyne van de Coppello ·
Van Lynden van Sandenburg ·
Heemskerk Azn. ·
Mackay ·
Van Tienhoven ·
Röell ·
Pierson ·
Kuyper ·
De Meester ·
Heemskerk ·
Cort van der Linden ·
Ruijs de Beerenbrouck I ·
Ruijs de Beerenbrouck II ·
Colijn I ·
De Geer I ·
Ruijs de Beerenbrouck III ·
Colijn II ·
Colijn III ·
Colijn IV ·
Colijn V ·
De Geer II ·
Gerbrandy I ·
Gerbrandy II ·
Gerbrandy III ·
Schermerhorn-Drees ·
Beel I ·
Drees-Van Schaik ·
Drees I ·
Drees II ·
Drees III ·
Beel II* ·
De Quay ·
Marijnen ·
Cals ·
Zijlstra* ·
De Jong ·
Biesheuvel I ·
Biesheuvel II* ·
Den Uyl ·
Van Agt I ·
Van Agt II ·
Van Agt III* ·
Lubbers I ·
Lubbers II ·
Lubbers III ·
Kok I ·
Kok II ·
Balkenende I ·
Balkenende II ·
Balkenende III* · 
Balkenende IV ·
Rutte I ·
Rutte II · 
Rutte III ·
Rutte IV ·  
Schoof

* rompkabinet